# Convention C115 sur la protection contre les radiations
La Convention C115 sur la protection contre les radiations est la convention de l'Organisation internationale du travail pour la protection des travailleurs contre l'exposition de radiation adoptée en 20 juin 1960 et entrée en vigueur en 17 juin 1962. Aujourd'hui en 2012, 49 pays l'ont ratifiée y compris la France. 
Cette convention s'applique à toutes les activités entraînant l'exposition de travailleurs à des radiations ionisantes au cours de leur travail : (article 2) et interdit le travailleur âgé de moins de seize ans : (article 6). Et on affirme que l'employeur droit prendre toutes dispositions correctives nécessaires sur la base des constatations techniques et des avis médicaux : (article 13) et interdit le travail contrairement à un avis médical autorisé.